# Hultagård
Hultagård är en småort i Vallsjö socken i Sävsjö kommun på Småländska höglandet cirka en mil från centralorten Sävsjö.

## Historia
Hultagård är ett gammalt stationssamhälle som växte upp i slutet av 1800-talet kring den dåvarande Vetlanda–Sävsjö Järnväg och den då nyanlagda Hulta Gårds station. På 1950-talet var Hultagård så gott som självförsörjande på affärer och samhällsservice och här fanns bland annat skola, postkontor och ett flertal lanthandlar. Vetlanda–Sävsjö Järnväg lade ner persontrafiken 1961, senare lades även godstrafiken ned. Spåren revs upp Sävsjö–Hultagård–Landsbro 1973. Den sista livsmedels- och dagligvaruhandeln lades ned i början av 2000-talet, varvid Hultgård även förlorade den mack som bedrevs parallellt med livsmedelsbutiken.

## Näringsliv
Här finns husfabrik, pressgjuteri och verktygsmakeri. 